# Quint Esmirneu
Quint Esmirneu (en llatí: Quintus Smyrnaeus, en grec antic: Κόϊντος Σμυρναῖος) també conegut com a Quint Calabri (Quintus Calaber), ja que la primera còpia del seu poema principal es va trobar a Òtranto a Calàbria, fou un poeta grec, autor d'un poema en 14 llibres titulat grec antic: τὰ μεθ᾽ Ὅμηρον, o παραλειπόμενα Ὁμήρῳ, tá meth᾽ Ómiron, o paraleipómena Omíro, lit. "Coses després d'Homer", obra més coneguda pel sobrenom Posthomèrica.

## Datació
De la seva biografia no se'n tenen detalls, però per l'anàlisi de la seva poesia es pensa que va ser escrita al final del segle iv dC. Els dos fragments del seu poema que han ajudat a la datació són:
- (VI, 531), en què es relata una lluita entre gladiadors i bèsties en un amfiteatre, pràctica que fou suprimida per l'emperador Teodosi I. (379-395 dC);
- (XIII, 335), que conté una profecia, amb una particularitat que segons Tychsen[2] i Koechly,[3] només és aplicable a la segona meitat del segle iv dC.[4]

Alguns acadèmics han suggerit una datació anterior, cap al segle iii o fins i tot el II dC. L'argument per defensar aquesta hipòtesi és que veuen en la Posthomerica una influència de la "Segona Sofística", l'escola filosòfica grega que va florir entre els segles I i II dC. Segons diu el mateix Quint Esmirneu (XII, 310), va començar a compondre poesia en la seva jovenesa, mentre cuidava d'un ramat d'ovelles a Esmirna, en el que és un paral·lel evident amb el que explicava el poeta grec Hesíode de si mateix, 1000 anys abans.

## Posthomèrica

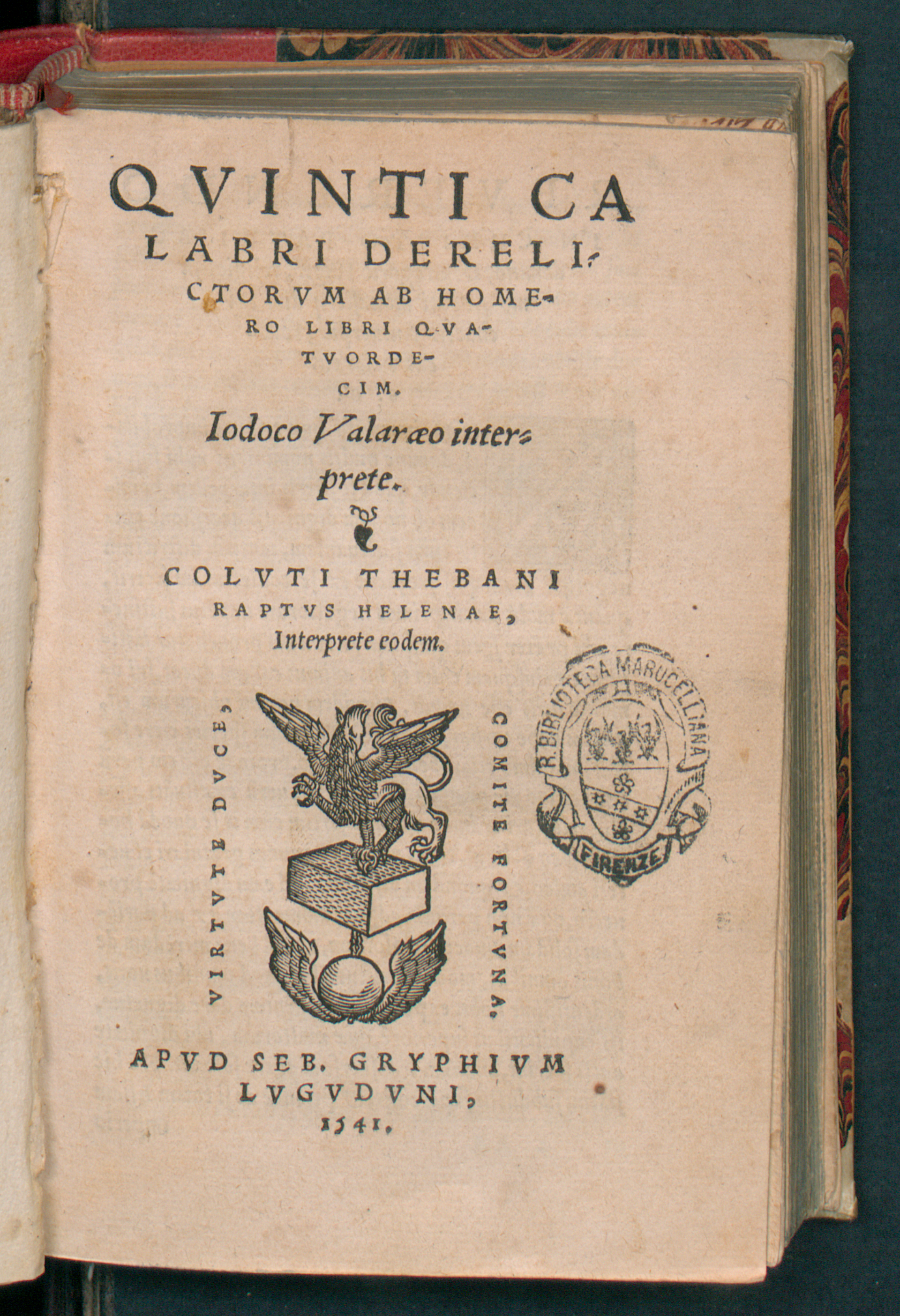
Posthomerica, 1541

El poema tracta sobre la guerra de Troia. El seu estil intenta imitar a Homer i agafa els poemes d'altres anteriors del cicle èpic. El poema és detallat i clar i l'estil marcat per la puresa i el bon gust. Sembla que es tracta d'una remodelació de les obres d'Arctinos de Milet i Lesques.
Consta de catorze llibres, que narren el període de la Ilíada d'Homer, amb relació a la guerra de Troia. El principal interès d'aquesta obra rau en la citació que en fa d'obres anteriors, actualment perdudes, pertanyents al cicle èpic, en particular: l'Aethiopis (l'arribada de Mèmnon) i l'Iliupersis (la destrucció de Troia) d'Arctinos de Milet i de l'Ilias Mikra (La petita Ilíada) de Lesques.
Els quatre primers llibres descriuen les gestes i les morts de: Pentesilea, Mèmnon i Aquil·les. Els llibres V al XII abasten: la contesa entre Àiax i Odisseu per la possessió de les armes d'Aquil·les, el suïcidi d'Àiax després de la seva derrota, les gestes de Neoptòlem, Eurípil i Deífob, les morts de Paris i d'Enone, i la construcció del cavall de fusta. Els llibres restants relaten la captura de la ciutat de Troia emprant el cavall de fusta, el sacrifici de Políxena a la tomba d'Aquil·les, la marxa dels grecs i la seva dispersió per una tempesta a la mar.
L'edició prínceps la va publicar Aldus Manutius a Venècia el 1504, amb el títol Quinti Calabri derelictorum ab Homero libri XIV. Venetiis: in aedibus Aldi. Aldus el va anomenar Quintus Calaber, perquè l'únic manuscrit conegut del seu poema l'havia trobat a Òtranto (Calàbria) el cardenal Bessarió el 1450. L'editor Lorenz Rhodomann, que el va publicar el 1577 amb una traducció de Michael Neander, va preferir emprar el nom Quintus Smyrnaeus.